# Lucas (pel·lícula)
Lucas és una pel·lícula de thriller dramàtic espanyola del 2021 dirigida per Álex Montoya i protagonitzada per Jorge Motos com a personatge principal. Va ser doblada al valencià per À Punt.

## Trama
Arran de la mort del seu pare, Lucas, un adolescent, accepta una oferta per cedir les seves fotografies a l'Álvaro a canvi de diners. Aquest últim, un home adult, vol utilitzar-los per contactar amb presumptament "noies joves" a les xarxes socials mitjançant el catfishing.

## Repartiment
- Jorge Motos - Lucas.[4]
- Jorge Cabrera - Álvaro.[4]
- Jordi Aguilar[5]
- Irene Aula[5]
- Emma Lainez[5]
- Máximo Pastor[5]
- Héctor Gozalbo[5]
- Ana Berenguer[5]

## Producció
Lucas està basat en el curtmetratge homònim dirigit per Àlex Montoya i rodat l'any 2012. La pel·lícula ha estat produïda per Raw Pictures i Telespan 2000, amb la participació de l'Institut Valencià de Cultura (IVC), RTVE i  À Punt Media. Va ser rodada a localitats de la província de València, com València, El Palmar i l'Albufera.

## Estrena
La pel·lícula va obrir la secció Zonazine del Festival de Cinema Espanyol de Màlaga (FMCE) el juny de 2021. Distribuït per Begin Again, es va estrenar als cinemes a Espanya el 25 de juny de 2021.

## Premis i nominacions
| Any  | Premi                        | Categoria                                    | Nominat                        | Resultat  | Ref    |
| ---- | ---------------------------- | -------------------------------------------- | ------------------------------ | --------- | ------ |
| 2021 | Premis Berlanga de 2021      | Millor pel·lícula                            | Millor pel·lícula              | Nominat   | [ 10 ] |
| 2021 | Premis Berlanga de 2021      | Millor director                              | Àlex Montoya                   | Nominat   | [ 10 ] |
| 2021 | Premis Berlanga de 2021      | Millor guió                                  | Àlex Montoya & Sergio Barrejón | Nominat   | [ 10 ] |
| 2021 | Premis Berlanga de 2021      | Millor actor                                 | Jorge Motos                    | Guanyador | [ 10 ] |
| 2021 | Premis Berlanga de 2021      | Millor actor secundari                       | Jorge Cabrera                  | Guanyador | [ 10 ] |
| 2021 | Premis Berlanga de 2021      | Millor actor secundari                       | Jordi Aguilar                  | Nominat   | [ 10 ] |
| 2021 | Premis Berlanga de 2021      | Millor Muntatge i Postproducció              | Àlex Montoya                   | Nominat   | [ 10 ] |
| 2021 | Premis Berlanga de 2021      | Millor Direcció de Fotografia i Il·luminació | Jon D. Domínguez               | Nominat   | [ 10 ] |
| 2021 | Premis Berlanga de 2021      | Millor Direcció Artística                    | Jero Bono                      | Nominat   | [ 10 ] |
| 2021 | Festival de Cinema d'Alacant | Millor actor                                 | Jorge Motos                    | Guanyador |        |
| 2021 | Festival de Màlaga           | Millor actor                                 | Jorge Motos                    | Guanyador |        |
| 2022 | 77nes Medalles del CEC       | Millor actor revelació                       | Jorge Motos                    | Pendent   | [ 11 ] |
| 2022 | XXXVI Premis Goya            | Millor actor revelació                       | Jorge Motos                    | Pendent   | [ 12 ] |